# النمارة
النمارة منطقة أثرية تقع في الجهة الشرقية من محافظة السويداء والمطلة على البادية السورية، وتُعد من المواقع التاريخية البارزة التي تعود في قدمها إلى العصر الروماني.

## الموقع الجغرافي
تتميز هذه المنطقة التي تقع جنوب تلول الصفا بتاريخها العريق حيث كانت مركزًا عسكريًا متقدمًا لمراقبة تحركات البدو في منطقة الحرة. تأتي أهمية هذا الموقع من وجود العديد من آبار الماء حوله، وذلك لوقوعه على "وادي الشام"، أحد أهم واديين يحملان الماء من المرتفعات الشرقية لجبل العرب إلى منطقة الحرة ويصبان في الرحبة.

## النقوش والكتابات المكتشفة
من أبرز المعالم الأثرية في المنطقة هو نقش النمارة لـ"امرئ القيس ملك العرب"، الذي يُعتبر أقدم كتابة عربية مكتشفة، ويعود تاريخه إلى عام 328 للميلاد. تم اكتشاف هذا النقش عام 1901 من قبل الباحث الفرنسي رينيه ديسو.